# Double Dragon III: The Sacred Stones
Double Dragon III: The Sacred Stones, i Japan: Double Dragon III: The Rosetta Stone (ダブルドラゴンⅢ　ザ・ロゼッタストーン?),  är ett sidscrollande beat-'em-up-spel utgivet till NES 1991. Spelet var det tredje i Double Dragon-serien, utvecklat av Technos Japan och utgivet i Nordamerika och Europa av Acclaim Entertainment. Spelet är löst baserat på arkadspelet Double Dragon 3: The Rosetta Stone, men är inte en portering då utvecklingen av spelet pågick parallellt.

## Handling
Ett år efter att bröderna Lee besegrade Shadow Warriors-syndikatet reser de runt Jorden och lär ut kampsport. Plötsligt försvinner Marion, och en av bröderna Lees elever mördas innan han kan berättas sanningen.
En spåkvinna dyker snart upp, och förklarar för bröderna att de måste samla på de tre stenar, som finns utspridda över världen, och sedan möta en ny fiende i Egypten. Spelet utspelar sig i USA, Kina, Japan, Italien och Egypten. I spelet finns även två nya figurer, Chin och Ranzou, vilka man kan välja att spela med efter att de besegrats.

### Fotnoter
1. 1 2 3 4  ”Double Dragon III: The Sacred Stones”. NES DB. 10 mars 1991. Arkiverad från originalet den 11 mars 2015. https://web.archive.org/web/20150311194945/http://www.nesdb.se/game_more.php?id=382&rid=3. Läst 17 maj 2015.
2. ↑  ”Double Dragon III: The Sacred Stones” (på engelska). Mobygames. 10 mars 1991. http://www.mobygames.com/game/nes/double-dragon-iii-the-sacred-stones_. Läst 17 maj 2015.